# Страшный серый лохматый
«Страшный серый лохматый» — советский рисованный мультипликационный фильм, снятый в 1971 году режиссёром Аллой Грачёвой по одноимённой сказке Сергея Козлова.

## Сюжет
О том, как звери испугались кого-то страшного, серого и лохматого, без головы, хвоста и лап, сидящего в реке. Но в итоге оказалось, что это всего лишь туман.

## Съёмочная группа
| автор сценария            | Сергей Козлов                                                               |
| режиссёр                  | Алла Грачёва                                                                |
| художник-постановщик      | Николай Чурилов                                                             |
| композитор                | Борис Буевский                                                              |
| художники-мультипликаторы | Константин Чикин, Александр Лавров, Адольф Педан, Н. Бондарь, Э. Перетятько |
| оператор                  | Анатолий Гаврилов                                                           |
| звукооператор             | Леонид Мороз                                                                |
| редактор                  | Светлана Куценко                                                            |
| ассистенты                | А. Тищенко, Г. Бабенко, И. Йорк                                             |
| роли озвучили             | Клара Румянова, Людмила Игнатенко, Людмила Козуб                            |
| директор картины          | Иван Мазепа                                                                 |